# Móczár László
Móczár László (Kiskunfélegyháza, 1914. december 10. – Budapest, 2015. június 18.) biológus, entomológus, zoológus doktor, tanítóképző főiskolai és egyetemi tanár.

## Magánélete
Móczár László 1914. december 10-én látta meg a napvilágot Kiskunfélegyházán. Édesapja Móczár Miklós a Jászberényi Tanítóképző Főiskola igazgatója volt, rovarkutató, több tucat rovarokról szóló könyv és kiadvány szerzője, számos új faj felfedezője, melyből többet róla neveztek el. Elismerésként 1962-ben a Magyar Rovartani Társaság (melynek ifjú korában alapító tagja volt) a Frivaldszky-emlékérem arany fokozatával tüntette ki.
Az első világháború kezdetén a Bártfa felől betörő orosz csapatok miatt szüleivel és testvéreivel együtt Kiskunfélegyházára menekültek. A veszély elmúltával a család ismét visszatért Kassára, de a trianoni békediktátum miatt 1919-ben ismét menekülésre kényszerült. Korai tanulmányait a helyi Állami Tanítóképző Intézet gyakorló elemi iskolájában végezte, ahol Putnoki Jenő tanítványa volt.
1939–1944 között 50 hónapon át katonai szolgálatot kellett teljesítenie. Mindössze hathetes alapképzés után tüzérként részt vett Kárpátalja, Erdély és a Délvidék visszafoglalásában.
1946-ban kötött házasságot Libay Margittal, 3 gyermekük született: Móczár Katalin, Móczár Edith Klára, Móczár Géza Walter.
2015. július 3-án, életének
101. évében hunyt el, július 22-én temették a Farkasréti temetőben.

## Szakmai pályafutása
Gyermekkora óra érdeklődött a rovartan iránt.
Tanárként az egyetemen biológusképzés során, az entomológia oktatásában iskolateremtő tevékenységet folytatott. Megújította a taxonómia oktatását, segítette a tanszéken folyó állatszervezettan tanítását is. Beindította az ökológiai kutatásokat és egy sajátságos rovar etológiai és muzeológiai szemléletet valósított meg.
Szakterülete: Hymenoptera taxonómia, faunisztika-állatföldrajzi, etológia, részben cönológia. Kedvenc területe a fémdarazsak-, bogárölődarazsak-, csempészdarazsak- kürtősdarazsak-, tolvajdarazsak kutatásai voltak.
Az ő javaslatára a Magyar Rovartani Társaság 2014-ben az év rovarának a földi poszméhet választotta.
Gyakoribb gyűjtési területei voltak: Kőszeg, Balaton-környéke, Mecsek, Bugac, Bátorliget, Kassa vidéke, valamint Pápua Új-Guinea.
Magyar állami ösztöndíjjal Bécsben, Prágában (1943), Varsó-Olsztyn – Krakkóban (1961), Berlinben (1965, 1976, 1980), Lunz am See – ben (1965), Romániában (Bukarest – Agigea) (1968), Egyiptomban (1975), Szentpéterváron (1977), Spanyolországban (1978), német (DAAD) ösztöndíjjal Münchenben, Bonnban és Hollandiában (1970) munkálkodott, a Naturhistorisches Museum meghívására, Obergurglban az Innsbrucki egyetem kutatóközpontjában pedig két hétig (1976) dolgozott.
Részben támogatással részt vett Linz (1960, 1965, 1973), Lengyelország (1961, 1981), Zürich (1970), Bulgária (1979), Koppenhága és Skandinávia (1982) múzeumainak munkájában.
Magánúton Washingtonban, New Yorkban, Ann Arbor-ban, Ottawában (1978), Delhiben, Kyotóban, Tokióban, Oszakában, Hirosimában (1980) dolgozott.
Muzeológiai tevékenysége során, Stohl Gábor munkatársával, több éven át rendezték,katalogizálták a felhalmozódott rovarok sokaságát.
Biztosította vizsgálatra a külföldi kutatóknak az anyagok kölcsönzéseit.
A több milliós gyűjteményben bevezette a typus leltár jegyzékét, megkezdte a hatalmas anyagból elkülönített Kárpát-medencei magyar- és a világgyűjtemények felállítását.
Múzeumi preparátorképző tanfolyamot szervezett és indított el 1950-ben.
Létrehozta a Magyar Természettudományi Múzeum Állattárában többek között a Fotóarchívumot, Ambrus Bélával pedig az új típusú gubacs gyűjteményt.
Összeállította az 1897 – 1953 közötti évek Magyar Hymenoptera Irodalom jegyzékét.
1972-ben kiadta (szlovák, ukrán, és szerb társszerző lektorok közreműködésével) az új Catalogus Hymenopterorum négyzethálós lelőhely jegyzékét az eredeti régi és az új helységnevekkel.
Négy, rovarokról készített dokumentum filmje közül a „Bölcsők” Cannes-ben és Moszkvában díjat nyert.
Budapesten 1960-ban, majd Pécsen „Rovarok közelről” címmel saját etológiai felvételeiből fényképkiállítást rendezett.
Chicago (1956), Salt Lake City (1958), Washington és Atlantic City (1960) és Gearhart (Oregon) (1963) városokban részben nemzetközi, részben a Rovartani Társaságok fotókiállításain egy I., két II., egy III. és hat dicsérettel kiemelt díjat nyert.
Népszerű folyóiratokban a rovarokról fényképekkel gazdagon szemléltetett legalább 178 (részben rövidebb) cikke jelent meg. Hazánkban 470-nél több ismeretterjesztő előadást tartott. Munkásságát hazánkban és külföldön is értékelték. Magyarországon kívül kutatásairól tartott előadást Japánban, Kairóban, Calcuttában, Camberrában, Washingtonban, Ottavában.
226 dolgozatban 230 új fajt, több genust és subgenust írt le. Az új fajok leírásán kívül több téves fajértelmezést tisztázott, újabb határozó kulcsokat és gynandromorph példányt ismertetett. Kollégái, tiszteletük jeléül sok fajt Móczár Lászlóról neveztek el.

## Tanulmányai
- 1930. Gimnázium Kiskunfélegyháza Putnoki Jenő tanítványa
- 1933. Érettségi Jászberény
- 1937. Pázmány Péter Tudományegyetemen Állattan-, ásványtan – földrajz szaktárgyakból júniusában zoológus doktori diplomát szerzett.
- 1938. Pázmány Péter Tudományegyetem Természetrajz-, földrajz szaktárgyakból középiskolai tanári oklevelet szerzett.
- 1939. Szeged Tanítóképző-intézeti-tanári diploma.
- 1950. Magántanári képesítés Magyarország rovarainak biológiája témaköréből.
- 1953. A biológia tudományok kandidátus.
- 1961. A biológia tudományok doktora. A Magyar Tudományos Akadémia Martonvásári Kutatóintézet megbízásából a Méhalkatú rovarok szerepe a lucernásainkban című doktori értekezés megvédésével.

## Munkahelyei
- 1937. Országos Magyar Természettudományi Múzeumban próbaszolgálatos tisztviselő.
- 1938-1939. Országos Magyar Természettudományi Múzeumban önkéntes munkaerő.
- 1939-1941. Katonai szolgálat, tüzérként, Kárpátalján, Erdélyben és a Délvidéken folyó harcokban.
- 1941. Budapesten tanítóképző-intézeti tanár.
- 1941. Kolozsváron tanár.
- 1942. Kolozsváron az I. Ferenc József Tudományegyetem Matematikai és Természettudományi karán, Hankó Béla professzor tanszékén, Örösi Pál Zoltán docens mellett adjunktusként, egyetemi oktató.
- 1942-1944. Katonaság, hadifogság.
- 1944. Természettudományi Múzeum, Budapest Muzeológus. Hymenoptera gyűjtemény.
- 1950. Egyetemi magántanár, Magyarország rovarainak biológiája témaköréből.
- 1951-1954. Múzeumok és Műemlékek Országos Központjában, majd a Művelődésügyi Minisztériumban az állattani kutatások és a muzeológia országos irányítója, természettudományi kiállítások szervezője.
- 1955. Janus Pannonius Múzeum (Pécs) Kutató.
- 1956. Természettudományi Múzeum (Budapest).
- 1960. Magyar Tudományos Akadémiában a biológiai tudományok doktora.
- 1969-1982. József Attila Tudomány Egyetem (Szeged), Természettudományi Kar, Állattani Tanszék professzora, a rovartan-, a korszerű audiovizuális oktatás és az ökológiai kutatás bevezetője.
- 1982. Nyugdíjazás.[3]

## Elismerései
- 1952. Magyar Tudományos Akadémia, a biológiai tudományok kandidátusi tudományos fokozata.
- 1964. Móra Ferenc Ifjúsági Könyvkiadó, szép magyar könyv és nívódíj a Képes Állatvilág Könyvéért.
- 1964. TTIT Országos Elnökség elismerő oklevél.
- 1975. Magyar Rovartani Társaság Frivaldszky Imre-emlékérem arany fokozata.
- 1975. Österreichische Entomologische Gesellschaft Lunz am See tagjává választotta.
- 1979. József Attila Tudomány Egyetem oktató – nevelő munkáért elismerő oklevél.
- 1979. TTIT Országos Elnökség aranykoszorús jelvény.
- 1984. Országos Hazafias Népfront. A környezet védelméért, fejlesztésért, kitüntető jelvény.
- 1986. Magyar Biológiai Társaság Biológiai oktató és szervező munkájáért id. Entz Géza díj.
- 1988. ELTE arany oklevél.
- 1989. Royal Entomological Society taggá nyilvánította.
- 1991. Könyvkiadók, az Írószövetség és a Magyar Fotóművészek Szövetsége Dicsérő oklevél a Rovarkalauz könyvéért.
- 1993. Magyar Biológiai Társaság Gorka Sándor díj biológiai oktató és szervező munkáért.
- 1997. ELTE gyémánt oklevél.
- 1999. Basel Symposium Internationale Entomofaunisticae Europae Centralis. Ehrenmedaille.
- 2004. A Szent István Akadémia tagjai sorába választotta.
- 2004. Szegedi Tudományegyetem. Klebelsberg Kunó-díj emeritus fokozata, hét évtizedes oktató, kutató és iskolateremtő tevékenységéért (a legmagasabb egyetemi kitüntetés) Professzor Emeritus cím, a Pro Studio et Fidei érem.
- 2007. Az ELTE rubin oklevele.
- 2015. Földművelésügyi Minisztérium Pro natura díj
- 2015. Pro civitate Jászberény díj.[3][7]

## Szervezeti tagságok
- Magyar Rovartani Társaság (1937.01.01-től). Nem csak tag, hanem alelnök, valamint választmányi örökös tag is.
- Erdélyi Múzeum-Egyesület (1943.01.01. – 1945.12.31.)
- Magyar Természettudományi Múzeum Állattár (1945.01.01 – 1969.08.31.)
- Magyar Biológiai Társaság Állattani Szakosztály (1950.01.01 – 2015.07.03.)
- MTA Zoológiai Szakbizottság (1951 – 1954, 1970 – 1974, 1980 – 1984)
- Diverzitásbiológiai Tudományos Bizottság (2011.10.01 – 2015.07.03.)
- VIII. Biológiai Tudományok Osztálya (2011.08.26. – 2015.07.03.)
- Zoológiai Bizottság (2011.08.26. – 2011.10.02.)

## Általa leírt fajok
- Anaylax aegyptius Móczár, 1978
- Anaylax pillaulti Móczár, 1970
- Anaylax dalmaticus Móczár, 1970
- Anaylax helleni (Móczár, 1970)
- Heterocoelia granulata Móczár, 1984
- Heterocoelia icarunaramei Móczár,
- Metrionotus subminimus Móczár,
- Metrionotus bekkeri Móczár, 1984
- Pycnomesitius hirashimai
- Rhopalum beaumonti Móczár,
- Sulcomesitius bicolor Móczár,
- Sulcomesitius brevis Móczár,
- Sulcomesitius ceylonicus Móczár,
- Sulcomesitius dudichi Móczár,
- Sulcomesitius gunawardaneae Móczár,
- Sulcomesitius kosztarabi Móczár,
- Sulcomesitius masneri Móczár,
- Sulcomesitius menkei Móczár,
- Sulcomesitius mihalyii Móczár,
- Heterocoelia priesneri Móczár,
- Sulcomesitius petersi Móczár,
- Sulcomesitius pilosus Móczár,
- Sulcomesitius sakaii Móczár,
- Sulcomesitius srilankai Móczár,
- Sulcomesitius townesiapus Móczár,
- Sulcomesitius wakisi Móczár,
- Metrinotus szelenyii Móczár, 1970
- Pycnomesitius krombeinicus (Móczár, 1977)

## Általa leírt nemek
- Anaylax Móczár, 1970
- Incertosulcus Móczár, 1970
- Metrionotus Móczár, 1970

## Róla elnevezett fajok
- Apodesmia moczari
- Bracon moczari
- Cleptes moczari
- Cryptoplatycerus moczari
- Exetastes moczari
- Halticopterina moczari
- Hungarogryon moczari
- Miltogramma moczari
- Miltogrammidium moczari
- Neochrysocharis moczari
- Opius moczari
- Orgilus moczari
- Platygaster moczari
- Podalonia moczari
- Polytribax moczari
- Sybra moczari
- Telenomus moczari
- Tiphia moczari
- Tiphia moczari

### Moczariella centenaria
A brazíliai Espírito Santo-i Egyetem munkatársai, Diego N. Barbosa és Celso O. Azevedo, a líbiai sivatagban ismeretlen állatokat gyűjtött. A több ezer darabos gyűjtemény vizsgálata közben derült ki, hogy a bogárölődarazsak egy új faját, és a családjának egy új genuszát fedezték fel 2014-ben, melyet a Zootaxa nevű taxonómiai folyóiratban közzé is tettek.
A nemzetséget, az ezen a területen világspecialista Dr. Móczár Lászlóról Moczariella centenaria-nak nevezték el, aki számos bogárölődarázs fajt írt le, és elkészítette a család világkatalógusát. A névben a centenaria (száz éves) fajnév a tudós korára utal, hiszen Dr. Móczár László ez év decemberében ünnepelte 100. születésnapját.

## Könyvei
- 1948. Természetismeret Az általános biológia, növénytan és állattan vázlata (Társszerző: Haraszty Árpád) Egyetemi Nyomda, Budapest. 297 oldal.[9]
- 1950. Állathatározó 1-2 kötet. Közoktatásügyi Kiadóvállalat, Budapest, Szocialista nevelés könyvtára sorozat.[10]
- 1954. A tiszavirág (Társszerző: Csongor Győző) Népművelési Minisztérium Múzeumi Főosztálya, Budapest. 32 oldal.[11]
- 1957. Rovarok közelről Bibliotheca Kiadó 237 oldal + 160 fénykép.[12][13]
- 1962. Állatok gyűjtése Gondolat Kiadó, Budapest, 490 oldal, 186 ábra, 24 fénykép.[14]
- 1963. Képes állatvilág I. Hazai gerinctelen állatok Móra Ferenc Ifjúsági Könyvkiadó, Budapest 256 oldal, 300 fénykép.[15]
- 1963. Képes állatvilág II. Hazai gerinces állatok Móra Ferenc Ifjúsági Könyvkiadó, Budapest 255 oldal, 300 fénykép.[16]
- 1969. Állathatározó 1-2 kötet. Tankvk., Budapest.[17]
- 1974. Legyek, hangyák, méhek, darazsak Búvár Zsebkönyvek sorozat, Móra Könyvkiadó, Budapest. ISBN 9631100278 63 oldal[18]
- 1975. Kis állathatározó Tankönyvkiadó, Budapest. ISBN 9631700844, 363 oldal + 45 fénykép (a fényképek társszerzőkkel).[19]
- 1977. Kis állathatározó Tankönyvkiadó, Budapest. ISBN 9631728250, 224 oldal + 455 fénykép.[20]
- 1978. Legyek, hangyák, méhek, darazsak Búvár Zsebkönyvek sorozat, Móra Könyvkiadó, Budapest. ISBN 9631128326 63 oldal.[18]
- 1982. Legyek, hangyák, méhek, darazsak Búvár Zsebkönyvek sorozat, Móra Könyvkiadó, Budapest. ISBN 963-11-2832-6 63 oldal.[21]
- 1983. Méhek, méhészkedés (Csak illusztrálta Móczár László) Mezőgazdasági Kiadó, Budapest. 252 oldal ISBN 963231641x[22]
- 1984. Állathatározó 1-2 kötet. Tankvk., Budapest. ISBN 963 17 5150 3[23]
- 1987. Rovarbölcsők Gondolat Kiadó Budapest. ISBN 9632817532 186 oldal, 177 fénykép.[24]
- 1990. Rovarkalauz Gondolat Kiadó Budapest. ISBN 9632823133, 260 oldal, 350 fénykép.[25]
- 2006 Móczár Miklós Tudós tanárok, tanár tudósok sorozat Országos Pedagógiai Könyvtár és Múzeum Kiadó, Budapest. ISBN 963 9315 95 8[26]

## CD-lemeze
2003. Rovarvilág. A CD-n szereplő 860 fénykép közül 600 olyan rovart ábrázol, melyek néhány trópusi faj kivételével Magyarországon is megtalálhatóak. A rovarokról készült felvételek a mindennapi tevékenységeik közben (evés, szaporodás, utódgondozás stb.) ábrázolja természetes élőhelyükön az állatokat. A magyarázó szövegek mellett több mozgófilm is látható és rovarhang is hallgatható. A CD tartalmaz még rovartani szaknyelvet, a rovarok osztályának rendszertani besorolását, testfelépítését, egyedfejlődését, valamint a bioszférában betöltött szerepüket. A CD végén 1250 rovarász szakember életrajza olvasható. Készült a Fővárosi Oktatástechnológia Központban Kabdebó György irányításával.

## Tudományos munkái
- Die Abkürzungen der Literatur-Zitate stehen bei: List of Serial Publications in the British Museum (Natural History) Library, London 1968: 1-1164. London.
- MÓCZÁR L. (1937): Rendszertani tanulmány a hazai kürtösdarazsakról (Odynerus) LATR. — Folia ent. hung. 3: 1-63. Budapest.
- MÓCZÁR L. (1937): Sciapteron tabaniforme Jászberényből. — Folia ent. hung. 4: 81. Budapest.
- MÓCZÁR L. (1938): Hymenopterológiai jegyzetek I. — Folia ent. hung. 4: 161-163. Budapest.
- MÓCZÁR L. (1938): Adatok a Kőszegi-hegység hártyásszárnyú faunájához. Beiträge zur Kenntnis der Hymenopterenfauna des Köszeger Gebirges. — Vasi szemle 1: 72-86. Kőszeg Museum kiadó Szombathely.
- MÓCZÁR L. (1938): Faunistische Angaben zur Verbreitung der Vespiden im Karpathenbecken I. — Fragm. faun. hung. 1: 18-23. Budapest.
- MÓCZÁR L. (1938): Faunistische Angaben zur Verbreitung der Vespiden im Karpathenbecken II. — Fragm. faun. hung. 1: 27-35. Budapest.
- MÓCZÁR L. (1938): Systematische Studien über die Odynerus-Arten des historischen Ungarns. — Festschr. Geburtstg Embrik Strand 4: 590-627. Budapest.
- MÓCZÁR L. (1938): Einige interessante und steppenbewohnende Hymenopteren von Pótharaszt puszta. — Fragm. faun. hung. 1: 79-80. Budapest.
- MÓCZÁR L. (1938): Hymenopterologiai jegyzetek II. — Folia ent. hung. 4: 62-65. Budapest.
- MÓCZÁR L. (1938): Xenotoma szelenyiispec.nov., eine neue Microhymenoptere aus Ungarn. — Zool. Anz. 121: 45-47. Leipzig.
- MÓCZÁR L. (1938): Zur Ökologie zweier Apiden. — Zool. Anz. 123: 90-95. Leipzig.
- MÓCZÁR L. (1938): Beiträge zur Kenntnis der Hymenopterenfauna des Kudsir-Hochgebirges. — Ent. Rdsch. 55: 677-679; 56: 49-51. Stuttgart.
- MÓCZÁR L. (1939): Ein Riesennestbau vonVespa germanicaF. — Ent. Z. 53: 5-6. Frankfurt a.M. MÓCZÁR L. (1939): Redősszárnyú darazsaink (Fam. Vespidae) elterjedése a történelmi Magyarországon. — Annls hist.-nat. Mus. natn. hung. 32: 65-90. Budapest.
- MÓCZÁR L. (1939): Neue Ichneumoniden in der Fauna Ungarns. — Fragm. faun. hung. 2: 39-41. Budapest.
- MÓCZÁR L. (1939): Beobachtungen über den Nestbau einiger Odynerus-Arten. — Zool. Anz. 125: 70-80. Leipzig. © Österr. Ent. Ges. [ÖEG]/Austria; download unter www.biologiezentrum.at 218
- MÓCZÁR L. (1939): Jászberény és környékének hártyásszárnyú rovarai. — Jászberényi áll. lic. és tanítóképző Jászberény.
- GYÖRFFY J., MÓCZÁR L., SZELÉNYI G. & A. ROMAN (1940): Újabb adatok a Kőszegi hegység hártyásszárnyú faunájához. 1. Beiträge zur Kenntnis der Hymenopterenfauna des Köszeger Gebirges. 1. — Dunánt. Szemle 7: 189-195. Kőszeg.
- MÓCZÁR L. (1941): Hymenopterológiai jegyzetek III. — Folia ent. hung. 6: 94-96. Budapest.
- MÓCZÁR L. (1941): Beiträge zur Kenntnis der Hymenopterenfauna der Umgebung Kassa. — Fragm. faun. hung. 4: 107-114. Budapest.
- MÓCZÁR L. (1943): Hymenopterológiai jegyzetek IV. — Folia ent. hung. 8: 84-86. Budapest.
- MÓCZÁR L. (1943): Útonállódarazsak ökológiájáról (Über die Ökologie der Wegwespen). — Muz. Füz. Kolozsvár 1: 171-182. Kolozsvár.
- MÓCZÁR L. (1943). Zur Ethologie der Wegwespen Ps. plumbeusF., Ps. (Anoplius)infuscatus LIND. und Episyron rufipesL. — Zool. Anz. 143: 141-152. Leipzig.
- MÓCZÁR L. (1943): Néhány nevezetesebb Hymenoptera 1842. évi gyűjtésemből. — Fol. ent. hung. 8: 57-60. Budapest.
- MÓCZÁR L. (1944): Einige spinnenfangende Wespen aus Ungarn (Hym. Psamm.). — Fragm. faun. hung. 7: 1-6. Budapest.
- MÓCZÁR L. (1944): Über zwei gynandromorphe Psammochariden aus Ungarn. — Annls hist.-nat. Mus. natn. hung. 37: 72-74. Budapest.
- MÓCZÁR L. (1944): Über zwei neue, interessante spinnentötende Wespen aus Ungarn. — Fragm. faun. hung. 7: 101-102. Budapest.
- MÓCZÁR L. (1946): Néhány ritka déli Hymenoptera gyűjtéseimből. — Fol. ent. hung. N.S. 1: 27-28. Budapest.
- MÓCZÁR L. (1946): Megfigyelések a Tihanyi félsziget partszakadékain. Beobachtungen bei Uferabstürzen der Halbinsel Tihany. — Folia ent. hung. 1: 35-46. Budapest.
- MÓCZÁR L. (1946): Systematische Bemerkungen zu einigen spinnentötenden Wespen-Arten (Hym. Psamm.). — Fragm. faun. hung. 9: 39-42. Budapest.
- MÓCZÁR L. (1946): Eine neue Hymenopterengattung Psammocharoidesnov.gen. und ihre Arten. — Annls hist.-nat. Mus. natn. hung. 39. 113-121. Budapest.
- MÓCZÁR L. (1947): Neue Angaben zur Kenntnis der Hymenopterenfauna des Komitates Bars. — Fragm. faun. hung. 10: 59-60. Budapest.
- MÓCZÁR L. (1947): Adatok a Hoplomerus spinipesL., Bombus derhamellusK. és Megachile centuncularisL. ethológiájához. — Folia ent. hung. N.S.2: 13-17. Budapest.
- MÓCZÁR L. (1947): Beiträge zur Kenntnis der Hymenopterenfauna Siebenbürgens. — Fragm. faun. hung. 10: 85-92. Budapest.
- MÓCZÁR L. (1948): Die Seehöhe und die ökologischen Gesichtspunkte in der Bezeichnung zoogeographischer Gebietseinheiten. — Fragm. faun. hung. 11: 85-89. Budapest.
- MÓCZÁR L. (1949): Les Cleptides du Bassin des Karpathes (Fam. Cleptidae) (La répartition de la famille des Cleptidae dans le bassin des Karpathes (Cat. Hym. I). — Fol. ent. hung. S.N.3: 40-45. Budapest.
- MÓCZÁR L. (1950): Notes on the Pompilids species in the Carpathian Basin. — 8. Int. Congr. Ent. 1948, 1950: 438-446. Stockholm.
- MÓCZÁR L. (1950): Bevezetés Hogyan használjuk az Állathatározót (Névmutató) Kérészek. — Hogyan könyv kiadó 1950: I: 5-14,90-93; II:,V-VI. Budapest.
- MÓCZÁR L. (1950): Kérészek. – Ephemeroptera. — Tankönyvkiadó 1950: I-II: 90-93, 254-255. Budapest.
- MÓCZÁR L. (1950): Álkérészek. – Plecoptera. — Tankönyvkiadó 1950: I: 93-95. Budapest.
- MÓCZÁR L. (1950): Szitakötők. – Odonata — Tankönyvkiadó 1950: I: 95-104. Budapest.
- MÓCZÁR L. (1950): Hólyagoslábúak. – Physopoda. — Tankönyvkiadó 1950: 332-353. Budapest. © Österr. Ent. Ges. [ÖEG]/Austria; download unter www.biologiezentrum.at 219
- MÓCZÁR L. (1950): Hártyásszárnyúak. — Tankönyvkiadó 1950: 332-353. Budapest.
- MÓCZÁR L. (1950). MÓCZÁR, L. et al.: Állathatározó I, II. (Animal identification book. — Tankönyv Kiadó 1950: I. 1-128, II. 1-247. Budapest.
- MÓCZÁR L. (1951): Hártyásszárnyúak. Hymenoptera. — In: DUDICH, A rovargyűjtés technikája. 1951: 133-146. Budapest.
- MÓCZÁR L. (1951): Les Cleptidae du Musée Hongrois d’Histoire Naturelle. — Annls hist.-nat. Mus. natn. hung. S.N.1: 261-284. Budapest.
- MÓCZÁR L. (1952): Contribution à l’éthologie du Palarus variegatusF. — Annls hist.-nat. Mus. natn. hung. S.N.2: 119-124. Budapest.
- MÓCZÁR L. (1952): Útonállódarazsak (Hym., Pompilidae). — Folia ent. hung. S.N. 5: 73-108. Budapest.
- MÓCZÁR L. (1953): Rovarfényképezés az ökológiai kutatások szolgálatában. (Die Insektenphotographie im Dienste der ökologischen Forschungen). — Annls hist.-nat. Mus. natn. hung. S.N.3: 251-264. Budapest.
- MÓCZÁR L. (1953): Magyar Hymenoptera Irodalom 1807-1952. — Folia ent. hung. S.N.5: 1-76. Budapest.
- MÓCZÁR L. (1953): On the species of Cryptocheilus PANZER (Pomp.). — Proc. R. ent. Soc. Lond. B22: 35-40. London.
- MÓCZÁR L. (1953): Pompilidae und Ceropalidae aus der Sammlung von Prof. Dr. G. Grandi. — Boll. Ist. Ent. Univ. Bologna 19: 387-389. Bologna.
- MÓCZÁR L. (1953) Bátorliget hártyásszárnyú faunája Hymenoptera. — In: SZÉKESSY, Bátorliget élővilága 1953: 286-316. Budapest.
- MÓCZÁR L. (1954): Notizien über Priocnemis vulgaris(LEP.) (Hymenoptera Pompilidae). — Boll. Ist. Ent. Univ. Bologna 20: 333-337. Bologna.
- MÓCZÁR L. (1954): Flower-Visiting on a Meadow and a Lucerna field. — Annls hist.-nat. Mus. natn. hung. 5: 387-399. Budapest.
- MÓCZÁR L. (1954): Tiszavirág. — Mus. Füz. 6: 1-32. Budapest BAJÁRI E. & L. MÓCZÁR (1954): A Methocidae, Mutillidae családok faunakatalógusa (Cat. Hymenoptera V.). — Folia ent. S.N.7: 65-80. Budapest.
- MÓCZÁR L. (1954): A csempészdarazsak (Ceropalidae) faunakatalógusa (Cat. Hym. V). — Folia ent. S.N.7: 147-152. Budapest.
- MÓCZÁR L. (1955): Weitere neue Pompilidae aus Ungarn. — Annls hist.-nat. Mus. natn. hung. S.N.6: 301-306. Budapest.
- MÓCZÁR L. (1955): Bemerkungen über die schwarzen Anoplius-Arten Ungarns (Pompilidae). — Annls hist.-nat. Mus. natn. hung. S.N.7: 411-414. Budapest.
- MÓCZÁR L. (1956): Dr. SZABÓ-PATAY, J. emlékezete. — Állatt. Közl. 45: 9-12. Budapest.
- MÓCZÁR L. (1956): Pókölődarázs alkatúak – Pompiloidea. — In: SZÉKESSY, Magyarország Állatvilága. Fauna Hung. 13: 1-76. Budapest.
- MÓCZÁR L. (1956): A lucernavirágot látogató méhalkatú rovarok Baranyában. — Jan. pannon. Mus. Evk. 1956: 181-183. Pécs.
- MÓCZÁR L. (1956): Hymenopterológiai jegyzetek V. — Janus pannon. Mus. Évk. 1956: 181-188. Pécs.
- MÓCZÁR L. & Z. BÖJTÖS (1957): A lucernát megporzó méhfélék. — M. Tud. Akad. IV. Osztályközl. 1957: 147-178. Budapest.
- MÓCZÁR L. (1957): Zwei neue Formen der Unterfamilie Crabroninae aus Ungarn. — Folia ent. N.S.10: 423-426. Budapest.
- MÓCZÁR L. (1957): Rovarok Közelről (Insekten in der Nähe). — Gondolat 1957: 242. Budapest. © Österr. Ent. Ges. [ÖEG]/Austria; download unter www.biologiezentrum.at 220
- MÓCZÁR L. (1958): A Crabros.l. nem revíziója (Hymenoptera Sphecidae). — Állatt. Közl. 46: 261-272. Budapest.
- MÓCZÁR L. (1958): Közelfényképezés a természetben (Nahaufnahmen in der Natur). — Kép Hangtechnika 4: 133-135. Budapest.
- MÓCZÁR L. (1958): Die ungarischen Vertreter der Tribus Oxybelini (Hymenoptera, Sphecidae) unter Berücksichtigung der westpaläarktischen Arten. — Annls hist.-nat. Mus. natn. hung. S.N.9: 281-299. Budapest.
- MÓCZÁR L. (1958): A Crabroninae (Fam.: Sphecidae) alcsalád faunakatalogusa (Cat. Hym. XIII.). — Folia ent. hung. S.N. 11: 189-216. Budapest.
- MÓCZÁR L. (1959): Kaparódarázs alkatúak – Sphecoidea. — In: SZÉKESSY, Magyarország Állatvilága. Fauna Hung. 44: 1-87. Budapest.
- MÓCZÁR L. (1959): Méhalkatú rovarok (Hym. Apoidea) szerepe lucernásainkban. (Promotionsarbeit). — 257 Seiten. Budapest.
- MÓCZÁR L. (1959): The Activity of the Wild Bees (Hymenoptera Apoidea) in Hungarian Lucerne Fields. — Acta agronom.9: 237-289. Budapest.
- MÓCZÁR L. (1960): A rovartársulások kialakulása. — Élővilág 5. 12-17. Budapest.
- MÓCZÁR L. (1960): Az Odynerus spiricornisSPIN. (Hym., Eum.) tevékenysége. — Állatt. Közl. 47: 119-123. Budapest.
- MÓCZÁR L. (1960): The Loess Wall of Tihany and the nesting of Odynerus spiricornis SPIN. (Hym. Eumen.). — Annls. hist.-nat. Mus. natn. hung. 53: 383-409. Budapest.
- MÓCZÁR L. (1960): Méhalkatú rovarok (Hymenoptera Apoidea) szerepe lucernásainkban (Doktori értekezés tézisei). — Budapest TMB 1960: 1-5. Budapest.
- MÓCZÁR L. (1961): Kísérletek Odynerus spiricornisSPIN. (Hymenoptera: Eumenidae). — Állatt. Közl. 48: 91-94. Budapest.
- MÓCZÁR L. (1961): A hazai lucernások vadméheinek mennyisége. — Állatt. Közl. 48: 217-236. Budapest.
- MÓCZÁR L. (1961): A lucernát megporzó magyarországi méhalkatú (Apoidea) fajok (Hym. Apoidea). — Folia ent. hung. 14: 217-236. Budapest.
- MÓCZÁR L. (1961): The role of the Honey Bee (Apis mellificaL.) in relation to Lucerne in Hungary. — Acta ent. Mus. natn. Pragae 34: 5-11. Prag.
- MÓCZÁR L. (1961): Gemeinsame Nester verschiedener Hymenopteren (Trypoxylon, Odynerus, Anthophoraspp.). — Zool. Anz. 167: 448-455. Leipzig.
- MÓCZÁR L. (1961): The Distribution of Wild Bees in the Lucerne Fields of Hungary (Hym. Apoidea). — Annls hist-nat. Mus. natn. hung. 53: 451-461. Budapest.
- MÓCZÁR L. (1961): On the habits of Stilbum cyanurum cyanurum FÖRST. (Hym. Chrysididae). — Annls hist.-nat. Mus. natn. hung. 53: 463-465. Budapest.
- MÓCZÁR L. (1961): Adatok az Anthophora parietinavar. fulvocinerea DOURS fészkeléséhez (Hym. Apidae). — Folia ent. 14: 317-326, Budapest.
- MÓCZÁR L. (1962): Bemerkungen über einige Cleptes-Arten (Hym. Cleptidae). — Acta zool. hung. 8: 115-125. Budapest.
- MÓCZÁR L. & E. BAJÁRI(1962): Hártyásszárnyúak. Hymenoptera. — In: MÓCZÁR-KASZAB-SOÓS, Állatok gyűjtése 1962: 188-213. Budapest.
- MÓCZÁR L. (1962): O metodach i wynikach badan nad pszczolami dzikimi (Hym. Apoidea) zapylajacymi lucerne na Wegrzech. The methods and results of investigations on Wild Bees. Pollinating Lucerne in Hungary. — Polskie Pismo Ent. B 1-2: 77-85. Wroclaw.
- MÓCZÁR L. (1962): Die Abundanz der Apidae der ungarischen Luzerne-Felder. — XI. Ent. Kongr. 1962: 97-99. Wien.
- MÓCZÁR L. (1962): Data of the development of Odynerus spiricornis SPIN. (Hymenoptera, Eumenidae). — Annls hist.-nat. Mus natn. hung. 54: 339-351. Budapest. © Österr. Ent. Ges. [ÖEG]/Austria; download unter www.biologiezentrum.at 221
- MÓCZÁR L. (1963): Képes állatvilág (Illustrierte Tierwelt) I, II. 411 Seiten. F. Móra Verlag. Budapest.
- MÓCZÁR L. (1963): Einige Missbildungen bei den Hymenopteren (Chrysididae). — Folia ent. hung. N.S.16: 63-66. Budapest.
- MÓCZÁR L. (1964): Ergebnisse der Revision der Goldwespenfauna des Karpathenbeckens (Hym., Chrysididae). — Acta zool. hung. 10: 433-450. Budapest.
- MÓCZÁR L. (1964): Dr. E. BAJÁRI 1912-1963. In memoriam. — Annls hist.-nat. Mus. natn. hung. 56: 5-7. Budapest.
- MÓCZÁR L. (1964): Über die Notozus-Arten Ungarns (Hym. Chrysididae). — Annls hist.-nat. Mus. natn. hung. 56: 439-447. Budapest.
- MÓCZÁR L. (1965): Weitere Ergebnisse der Revision der Goldwespenfauna des Karpathenbeckens (Genus Chrysis). — Acta zool. hung. 11: 165-180. Budapest.
- MÓCZÁR L. (1965): N. Dr. BAJÁRI, E. — Állatt. Közl. 52: 17-19. Budapest.
- MÓCZÁR L. (1965): Remarks of some Types of Dryinini and Gonatopodini (Hym.). — Annls hist.-nat Mus. natn. hung. 57: 375-406. Budapest.
- MÓCZÁR L. (1966): Remarks on KIEFFER’Sand MARSHALL’s Types (Hymenoptera Bethylidae) in the Hungarian Natural History Museum. — Acta zool. hung. 12: 339-361. Budapest.
- MÓCZÁR L. (1966): KIEFFER’S Mesitius- and Epyris-Types in the Hungarian Natural History Museum (Hymenoptera, Bethylidae). — Annls hist.-nat. Mus. natn. hung. 58: 427-443. Budapest.
- MÓCZÁR L. (1966): The Possibilities of the Development of Social life in Hymenoptera. — Proc. seventh meeting hung. biol. Soc. 1966: 407. Pécs.
- MÓCZÁR L. (1967): Ergebnisse der zoologischen Forschungen von Dr. Z. KASZAB in der Mongolei. 100. Chrysididae (Hymenoptera). — Acta zool. hung. 13: 183-190. Budapest.
- MÓCZÁR L. (1967): Ergebnisse der zoologischen Forschungen von Dr. Z. KASZAB in der Mongolei. 118. Ceropalidae (Hymenoptera). — Acta zool. hung. 13: 385-393. Budapest.
- MÓCZÁR L. (1967): A kürtösdarázs fejlődése. — Élet és Tud. 22: 1158-1161. Budapest.
- MÓCZÁR L. (1967): Önműködő csapda repülő rovarok számára. — Folia ent. hung. S.N.20: 213-220. Budapest.
- MÓCZÁR L. (1967). Mocsáry Sándor és a Természettudományi Múzeum Hymenoptera gyűjteménye. — Állatt. Közl. 54: 89-97. Budapest.
- MÓCZÁR L. (1967): A magyar zoológusok névjegyzéke. — Állat. Közl. 54: 99-113. Budapest.
- MÓCZÁR L. (1967): Chrysidoidea – Fémdarázs-alkatúak. — In: SZÉKESSY, Magyarország Állatvilága. Fauna hung. 86 13: 1-118. Budapest.
- MÓCZÁR L. (1967): On KIEFFER’s and DALMAN’s Types (Hymenoptera: Dryinidae). — Annls hist.-nat. Mus. natn. hung. 59: 297-302. Budapest.
- MÓCZÁR L. (1967): Magyarország és a környező területek állatföldrajzi felosztása. Természeti Viszonyok II. Állatföldrajz. — In: RADÓ, Magyarország Nemzeti Atlasza 1967: 21, 32. Budapest.
- MÓCZÁR L. (1968): Drei neue Cleptes-Arten (Hymenoptera). — Acta zool. hung. 14: 167-173. Budapest.
- MÓCZÁR L. (1968): Ergebnisse der zoologischen Forschungen von Dr. Z. KASZABin der Mongolei. 167. Pompilidae (Hymenoptera). — Acta zool. hung. 14: 427-439. Budapest.
- MÓCZÁR L. (1968): Einige Cleptes-Arten (Hymenoptera Cleptidae) aus der Sammlung von Karl KUSDAS. — Opusc. zool. Bpest 8: 357-370. Budapest.
- MÓCZÁR L. (1968): Über einige Ichneumoninen-Typen des Ungarischen Naturwissen-schaftlichen Museums (Hym.). — Annls hist.-nat. Mus. natn. hung. 60: 183-190. Budapest. © Österr. Ent. Ges. [ÖEG]/Austria; download unter www.biologiezentrum.at
- MÓCZÁR L. & M. SCHWARZ (1968): A Nomada-, Ammobates-, Pasites- és Parammobates-nemek faunakatalógusa (Cat. Hym. XXIII). — Folia ent. hung. 21: 339-360. Budapest.
- MÓCZÁR L. (1969): Bevezetés. Hogyan használjuk az Állathatározó. — In: MÓCZÁR & TÁRSAI, Animal identification book 7-13, 116-118, 161-169, 190-202, 203-208, 263-299, 341-501, 679-760 1969. Budapest.
- MÓCZÁR L. (1969): NewMesitiusspecies (Hymenoptera: Bethylidae). — Acta zool. hung. 15: 371-377. Budapest.
- MÓCZÁR L. (1969): Ichneumonidae – Valódi fürkészek. — In: Magyar. Állatt. Fauna hung. Ichneumonoidea I. – Fauna hung. 11: 4-8. Budapest.
- BAJÁRI E. & L. MÓCZÁR (1969): Mesochorinae. Ichneumonoidea IV. — In: Magyar. Állatt. Fauna hung. 11: 1-122. Budapest. (1969): Állathatározó. — In: MÓCZÁR L. & Koautoren, Társai I-II. Animal book). 2. Kiadás (2. Ausgabe). – Tankoü-Jiadó. Red.
- MÓCZÁR L. 856 Seiten. Budapest. – (3.Ausgabe 1984: 762 Seiten). Zusätzlich alle Ausgaben mit Tabellen, Zeichnungen, Fotos.
- MÓCZÁR L. (1970): Mesitiinae of World with New Genera and Species (Hymenoptera: Bethylidae). — Acta zool. hung. 16: 175-203. Budapest.
- MÓCZÁR L. & M. SCHWARZ (1970): A Sphecodes LATR. fajok faunakatalógusa (Cat. Hym. XXIV). — Folia ent. hung. 23: 209-219. Budapest.
- MÓCZÁR L. (1970): Gubacsképződmények elhelyezésének új módszere. — Folia ent. hung. 23: 401-409. Budapest.
- MÓCZÁR L. (1970): Mesitinae of World, Genera Sulcomesitius MÓCZÁR and Metrionotus MÓCZÁR, II. Hymenoptera: Bethylidae). — Acta zool. hung. 16: 409-451. Budapest.
- MÓCZÁR L. (1970): Parvoculus myrmecophilusNew Genus and New Species from Africa. (Hymenoptera Bethylidae). — Opusc. zool. 10: 151-153. Budapest.
- MÓCZÁR L. (1970): Chrysididen, Pompiliden und Ceropaliden (Hymenoptera) aus der Mongolei. Ergebnisse der Mongolisch-Deutschen Biologischen Expeditionen seit 1962. Nr. 45. — Mitt. zool. Mus. Berl. 46: 47-52. Berlin.
- MÓCZÁR L. (1970): Ethologische Ergebnisse an Hymenopteren. — Acta biol. Szeged. 16: 15-23. Szeged.
- MÓCZÁR L. (1970): Two new species of SulcomesitiusMÓCZÁR. — Acta biol. Szeged. 16: 163-165. Szeged.
- MÓCZÁR L. (1970): New Mesitiinae from Madagascar. — Annls hist.-nat. Mus. natn. hung. 62: 317-320. Budapest
- MÓCZÁR L. (1971): Mesitiinae of World, Genera "Mesitius SPINOLA", Pilomesitius MÓCZÁR, Parvoculus MÓCZÁR, Pycnomesitius MÓCZÁR and Heterocoelia DAHLBOM. III. (Hymenoptera Bethylidae). — Acta zool. hung. 17: 295-332. Budapest.
- MÓCZÁR L. (1971): Pycnomesitiusnew Genus from Bethylidae (Hymenoptera). — Acta biol. Szeged. 17: 167-169. Szeged.
- BENEDEK P. & L. MÓCZÁR(1972): Die Tätigkeit der Wildbienen (Hymenoptera Apoidea) in der Luzerne und ihr Schutz in Ungarn. — Proc. int. ent. Kongr. 3. 1968. 1972: 291-292. Moskau.
- MÓCZÁR L. (1972): WOLFH. & L. MÓCZÁR: Ergebnisse der zoologischen Forschungen von Dr. Z. KASZAB in der Mongolei. 287. Pompilidae: Gattungen: Cryptocheilusbis Arachnospila(Hymenoptera). — Acta zool. hung. 18: 237-265. Budapest.
- MÓCZÁR L., NAGY C., OKALI K., OSYCHNIUKA.Z. & G. SZÖLLÖSI: (1972): Das Fundortver-zeichnis des Faunenkatalogs der Hymenopteren I-XXIV des Karpathenbeckens (Cat. Hym. XXV). — Folia ent. hung. 25: 111-164, Budapest.
- MÓCZÁR L. (1972): A löszfal darazsainak magatartása. — Búvár 27: 144-149, Budapest.
- WOLFH. & L. MÓCZÁR (1972): Ergebnisse der zoologischen Forschungen von Dr. Z. KASZAB in der Mongolei. 299. Pompilidae: Gattungen: Dicyrtomellus-Microphadnus (Hymenoptera). — Acta zool. hung. 18: 417-433. Budapest. © Österr. Ent. Ges. [ÖEG]/Austria; download unter www.biologiezentrum.at
- MÓCZÁR L. (1972): Besonderes Verhalten von Formica rufaL. (Hymenoptera). — Acta biol. Szeged. 18: 181-183. Szeged.
- MÓCZÁR L. & K. WARNCKE(1972): Faunenkatalog der Gattung AndrenaFABRICIUS(Cat. Hym. XXVI). — Acta biol. Szeged. 18: 185-221. Szeged.
- MÓCZÁR L. & L. ZOMBORI (1973): Levéldarázs-alkatúak I. Tenthredinoidea I. — In: SZÉKESSY, Magyarország Állatvilága. — Fauna hung. III. 11: 1-128. Budapest.
- MÓCZÁR L. (1973): Eindringen solitärer Hymenopteren in das Nest fremder Arten (Fam.: Eumenidae, Sphecidae, Megachilidae). — Acta biol. Szeged. 19: 143-146. Szeged.
- MÓCZÁR L., ANDOM. & L. GALLÉ (1973): Microclimate and the activity of Paragymnomerus spiricornis (SPINOLA) (Hymenoptera: Eumenidae). — Acta biol. Szeged. 19: 147-160. Szeged.
- MÓCZÁR L. (1974): Miért fordul meg kürtője peremén a Paragymnomerus spiricornis (SPINOLA) (Hymenoptera: Eumenidae). — Folia ent. hung. 27: 121-129. Budapest.
- MÓCZÁR L. (1974): Bocchus szelenyiisp. nov. from Mongolia (Hym. Dryinidae). — Folia ent. hung. 27: 131-134. Budapest.
- MÓCZÁR L. & M. FERENCZ (1974): A magyar zoológusok névjegyzéke. List of the Hungarian zoologists. — Állatt. Közl. 61: 67-85. Budapest.
- MÓCZÁR L. (1974): The activity periods of the population of Paragymnomerus spiricornis (SPINOLA) (Hymenoptera: Eumenidae). — Acta biol. Szeged. 20: 157-159. Szeged.
- MÓCZÁR L. (1974): The inusual behavior of Paragymnomerus spiricornis (SPINOLA) (Hymenoptera: Eumenidae). — Acta biol. Szeged. 20: 161-172. Szeged.
- MÓCZÁR L. (1974): On another species of the genus Metrionotus MÓCZÁR (Hym. Bethylidae: Mesitiinae). — Acta biol. Szeged. 20: 173-177. Szeged.
- MÓCZÁR L. (1974): Hymenopterenforschung in Ungarn. — Folia ent. hung. 27 (Suppl.): 333-338. Budapest.
- MÓCZÁR L. & M. CSEPE (1974): Legyek, hangyák, méhek, darazsak: 1-64. — Verlag Móra Ferenc. Budapest.
- MÓCZÁR L. (1975): Two new species and a key for males of the genus Heterocoelia DAHLBOM (Hymenoptera Bethylidae: Mesitiinae). — Acta zool. hung. 21: 109-114. Budapest.
- MÓCZÁR L. & I. RICHTER (1975): Apáthy István és a 100 éves Nápolyi Zoológiai Állomás. István Apáthy und die 100jährige Zoologische Station zu Neapel. — Állatt. Közl. 62: 97-99. Budapest.
- MÓCZÁR L. (1975): Kis Állathatározó. (Kleines Tierbestimmungsbuch). — Tankönyvkiadó 1975, 19771-363. (2. Ausgabe 1977). Budapest.
- MÓCZÁR L. (1976): New species of Sulcomesitius MÓCZÁR from Laos (Hymenoptera Bethylidae). — Annls hist.-nat. Mus. natn. hung. 68: 279-284. Budapest.
- MÓCZÁR L. (1976): New Sulcomesitius species from Borneo. — Acta biol. Szeged. 22: 97-105. Szeged.
- MÓCZÁR L. (1976): Some data to the Termite fauna of Egypt. — Acta biol. Szeged. 22: 107-112. Szeged.
- MÓCZÁR L. (1977): A review of the genus Sulcomesitius MÓCZÁR (Hymenoptera Bethylidae: Mesitiinae). — Acta zool. hung. 23: 139-170. Budapest.
- MÓCZÁR L. (1977): Angaben zur Ceropaliden-Fauna (Hymenoptera) der Mongolei. — Annls hist.-nat. Mus. natn. hung. 69: 253-259. Budapest.
- MÓCZÁR L. (1977): Das Nest von Bombus alticola KRIECHBAUMER(Hymenoptera: Apidae). — Acta biol. Szeged. 23: 133-138. Szeged.
- MÓCZÁR L. (1978): New species and some remarks on the genus Ceropales LATREILLE (Hymenoptera: Ceropalidae). — Acta biol. Szeged.24: 115-137. Szeged. © Österr. Ent. Ges. [ÖEG]/Austria; download unter www.biologiezentrum.at
- MÓCZÁR L. (1978): Revision of Priesneriusgen.n. and notes on Bifidoceropales PRIESNER (Hymenoptera: Ceropalidae). — Acta zool. hung. 24: 349-362. Budapest.
- MÓCZÁR L. (1978): Two new species of Mesitiinae from Egypt (Hymenoptera: Bethylidae). — Acta biol. Szeged. 24: 139-142. Szeged.
- MÓCZÁR L. (1979): Priesnerius opacior PRIESNER and the related species (Hymenoptera: Ceropalidae). — Acta zool. hung. 25: 343-345. Budapest.
- MÓCZÁR L. (1979): Hymenoptera.- A Kiskunsági Nemzeti Park Állatvilága. — In: TOTHK., Kiskunsági Nemzeti Park 1979: (221-251) 243-248. Budapest.
- MÓCZÁR L. (1979): New Sulcomesitius and Heterocoelia species from Sri Lanka (Hymenoptera: Bethylidae). — Pacif. Insects 21: 241-252. Honolulu.
- MÓCZÁR L. (1979): Some Dryinids from Malaysia (Hymenoptera). — Acta zool. Szeged. 25: 77-83. Szeged.
- MÓCZÁR L. (1979): Hártyásszárnyú rovarok (Hymenoptera). — In: TÓTH, Nemzeti Park a Kiskunságban. Natura Kiadó 1979: 225, 243-249. Budapest.
- MÓCZÁR L. (1980): 10 years’ research work at the Department of Zoology (1969-1979). — Acta biol. Szeged. 25: 9-20. Szeged.
- MÓCZÁR L. & Á. BIRÓ (1980): On the insect fauna of the alkali flat at Kiskundorozsma. — Acta biol. Szeged. 26: 147-159. Szeged.
- MÓCZÁR L., GALLÉ L., GYÖRFFY Gy. & E. HORNUNG (1980): Complex ecological investigations in sandy soil grassland: aims and general methodology. — Acta biol. Szeged. 26: 161-164. Szeged.
- MÓCZÁR L. (1981): New Sulcomesitius and Heterocoeliaspecies from SE Asia (Hymenoptera: Bethylidae). — Acta zool. hung. 27: 355-367. Budapest.
- MÓCZÁR L. & Gy. GYÖRFFY (1981): Malaise trap investigations in inundation, sodic and sandy areas I. Qualitative relations. — Acta biol.Szeged. 27: 169-179. Szeged.
- GYÖRFFY Gy. & L. MÓCZÁR (1981): Malaise trap investigations in inundation, sodic and sandy areas II. Quantitative relations. — Acta biol. Szeged. 27: 181-193. Szeged.
- MÓCZÁR L. (1982): Three new Sulcomesitiusspecies from Sri Lanka (Hymenoptera: Bethylidae). — Acta zool. hung. 28: 337-345. Budapest.
- MÓCZÁR L. & Gy. GYÖRFFY (1982): On the fauna of sandy soil grassland at Bugac. — Acta biol. Szeged. 28: 119-145. Szeged.
- MÓCZÁR L. & L. GALLÉ (1983): A rovarok társas viselkedésének formái. — In: VIDA, Evolució III. Natura k. 1983: 151-179. Budapest.
- MÓCZÁR L. (1983): Dryinid species from Korea (Hymenoptera: Dryinidae). — Acta zool. hung. 29: 181-195. Budapest.
- MÓCZÁR L. (1983): Dryinid’s species from Mongolia, collected by Dr. Z. KASZAB (Hymenoptera: Dryinidae). — Acta zool. hung. 29: 197-208. Budapest.
- MÓCZÁR L. (1983): Two interesting Sulcomesitiusspecies from Africa (Hymenoptera: Bethylidae). — Contr. Am. ent. Inst. 20: 198-200. Ann Arbor.
- MÓCZÁR L. (1983): New data of Bethylidae from PRIESNER’s collection (Hymenoptera). — Acta biol. Szeged. 29: 203-204. Szeged.
- MÓCZÁR L. (1983): The Chrysidoidea, Pompiloidea and Vespoidea fauna of the Hortobágy National Park (Hymenoptera). — In: * MAHUNKA S., The fauna of the Hortobágy National Park. Akad. kiadó 1983: 353-359. Budapest.
- BENEDECZKY I., MÓCZÁR L. & L. TANÁCS(1984): Ultrastructure of cephalic gland of the bee Andrena variabilis SMITH; etc. — Electron Microscopy Sci. 1984: 2077-2078. Budapest.
- MÓCZÁR L. (1984): Oriental Mesitiinae (Hymenoptera: Bethylidae). — Folia ent. hung. 45: 109-150. Budapest.
- MÓCZÁR L. (1984): New and little known Mesitiinae from southern Europa and Africa (Hymenoptera: Bethylidae). — Ent. Tidskr. 127: 101-113. Stockholm. © Österr. Ent. Ges. [ÖEG]/Austria; download unter www.biologiezentrum.at
- MÓCZÁR L. et al. (1984): Állathatározó I-II. Animal identification book9, Red. L. MÓCZÁR. (3.Gesamtausgabe, 1984: I: 1-800, II: 1-862. — Tankönyvkiadó. Budapest.
- MÓCZÁR L. (1984): Állathatározó I: Bevezetés, Hogyan használjuk az Állathatározót? 7-13, Ízeltlábúak általában – Arthropoda 116-118, 161-169, 190-208, 659-800; II: Hártyásszányúak 263-299, 377-501, 679-760, 764-862. — Tankönyvkiadó. Budapest.
- MÓCZÁR L. (1985): Sulcomesitius kuncherai MÓCZÁR female nov. (Hym. Bethylidae). — Folia ent. hung. 46: 137-138. Budapest.
- MÓCZÁR L. (1985): Ceropalidae from Sri Lanka (Hymenoptera). — Acta biol. Szeged. 31: 43-47. Szeged.
- MÓCZÁR L. (1986): The survay of the Chrysidoidea, Pompiloidea and Vespoidea of the Kiskunság National Park (Hymenoptera). — In: MAHUNKA S., The fauna of the Kiskunság National Park. Akad. Kiadó 1986: 383-400. Budapest.
- MÓCZÁR L. (1986): New and little known Mesitiinae (Hymenoptera Bethylidae). — Folia ent. hung. 7: 127-133. Budapest.
- MÓCZÁR L. (1986): Revision on the Genus Hemiceropales PRIESNER, 1969 (Hymenoptera: Ceropalidae). — Acta zool. hung 32: 317-342. Budapest.
- MÓCZÁR L. (1986): Revision of the fulvipes-, ruficornis- and variegata-groups of the Ceropales LATREILLE. — Acta biol. Szeged. 32: 121-136. Szeged.
- MÓCZÁR L. (1987): Revision on the maculataand albicinctagroups of the Genus Ceropales LATREILLE (Hymenoptera: Ceropalidae). — Acta zool. hung. 33: 121-156. Budapest.
- MÓCZÁR L. (1987): Rovarbölcsők (Insektenwiege). — Gondolat kiadó 1987: 1-187. Budapest.
- MÓCZÁR L. (1988): Revision of the Subgenus Priesnerius MÓCZÁR (Hymenoptera, Ceropalidae). — Linzer biol. Beitr. 20: 119-160. Linz.
- MÓCZÁR L. (1989): Revision of the helvetica-group of the Genus Ceropales LATREILLE (Hym.: Ceropalidae). — Beitr. Ent. 39: 9-61. Berlin.
- MÓCZÁR L. (1990): Revision of the Subgenus Bifidoceropales PRIESNER of the Genus Ceropales LATREILLE (Hymenoptera: Ceropalidae). — Acta zool. hung. 36: 59-85. Budapest.
- MÓCZÁR L. (1990): Mesitiinae. — In: GORDG., A Catalog of the World Bethylidae (Hymenoptera, Aculeata). Mem. Am. ent. Inst. Gainesville 46: 172-197. Gainesville.
- MÓCZÁR L. (1990): Futher data to the Chrysidoidea, Pompiloidea and Vespoidea Fauna (Hymenoptera) of the Bátorliget Nature Reserves. — In: MAHUNKAS., The Bátorliget Nat. Res. after forty years. 1990: 623-632. Budapest.
- BENEDECZKY L., TANÁCS L. & L. MÓCZÁR (1990): Elektron Microscopic structure of the cephalic gland of the bee Andrena variabilisSMITH. — Acta biol. hung. 41: 341-361. Budapest.
- MÓCZÁR L. (1990): Rovarkalauz (Insektenführer). — Gondolat Kiadó. 1990: 1-261. Budapest.
- MÓCZÁR L. (1991): Supplement to the revision of the Genus Ceropales LATREILLEI. (Hymenoptera, Ceropalidae). — Acta zool. hung. 37: 67-74. Budapest.
- MÓCZÁR L. (1993): Supplement to the revision of the Genus Ceropales LATREILLE III (Hymenoptera, Ceropalidae). — Acta zool. hung. 39: 71-75. Budapest.
- MÓCZÁR L. (1994): Supplement to the revision of the Genus Ceropales LATREILLE (Hymenoptera, Ceropalidae), II. — Acta zool. hung. 40: 51-63. Budapest.
- MÓCZÁR L. (1995): Élősködő albérlők. — Süni és Természet 2: 29-31. Budapest.
- MÓCZÁR L. (1995): Redősszárnyúdarázs-szerűek – Vespoidea. Magyarország Állatvilága. — Fauna Hung. 172: 1-181. Budapest.
- MÓCZÁR L. (1996): Additions to American Cleptinae. — In: NORDENB.B. & A.S. MENKE (ed.), Contribution of Hymenoptera and associated Insects dedicated to Karl KROMBEIN. -Mem. ent. Soc. Wash. 17: 153-160. Washington. © Österr. Ent. Ges. [ÖEG]/Austria; download unter www.biologiezentrum.at
- MÓCZÁR L. (1996): The Survey of the Chrysidoidea, Pompiloidea and Vespoidea Fauina of the Bükk National Park (Hymenoptera). — In: MAHUNKAO., The Fauna of the Bükk National Park II. Magyar Termész. Muz. 1996: 477-483. Budapest.
- MÓCZÁR L. (1996): New data of the subfamily Cleptinae (Hymenoptera: Chrysididae). — Acta zool. hung 42: 133-144. Budapest.
- MÓCZÁR L. (1996): Dr. DUDICHE. – a faunakutató. — Állatt. Közl. 81: 137-140. Budapest.
- MÓCZÁR L. (1997): Revision of the Cleptes nitidulusgroup of the world (Hymenoptera: Chrysididae, Cleptinae). — Entomofauna 18: 25-44. Ansfelden.
- MÓCZÁR L. (1997): Revision of Cleptes(Leiocleptes) species of the world (Hymenoptera: Chrysididae, Cleptinae). — Folia ent. hung. 58: 89-100. Budapest.
- MÓCZÁR L. (1997): Revision of the Cleptes(Holcocleptes) species of the world (Hymenoptera, Chrysididae). — Acta zool. hung. 43: 323-343. Budapest.
- MÓCZÁR L. (1998): Revision of the Cleptinae of the World. Genus Cleptessubgenera and species groups. (Hymenoptera, Chrysididae). — Entomofauna 19: 501-514. Ansfelden.
- MÓCZÁR L. (1998): Supplement to the revision of Cleptes(Leiocleptes) of the world (Hymenoptera: Chrysididae). — Folia ent. hung. 59: 209-211. Budapest.
- MÓCZÁR L. (1999): The survey of some families of the superfamilies Chrysidoidea and Vespoidea of the Aggtelek National Park (Hymenoptera). — In: MAHUNKA, The Fauna of the Aggtelek National Park 1999: 585-590. Budapest.
- MÓCZÁR L. (2000): World revision of the Cleptes satoi group (Hymenoptera: Chrysididae, Cleptinae). — Annls hist.-nat. Mus. natn. hung. 92: 297-324. Budapest.
- MÓCZÁR L. (2001): World revision of the Cleptes semiauratus group (Hymenoptera: Chrysididae, Cleptinae). — Linzer biol. Beitr. 33: 905-931. Linz.
- MÓCZÁR L. (2001): Revision of the Cleptes asianusand townesi groups of the world (Hymenoptera, Chrysididae, Cleptinae). — Acta zool. hung. 46: 319-331. Budapest.
- JÓZAN Z., MÓCZÁR L. & B.B. SIPOS (2001): Magyar faunára uj faj: a barnalábú lopódarázs. — Rovarász Hír. 30: 3-5. Budapest.
- MÓCZÁR L. (2002): The survey of some of Aculeata of the Fertő-Hanság National Park (Hymenoptera). — In: MAHUNKA S., The fauna Fertö-Hanság National Park. 2002: 589-596. Budapest.
- MÓCZÁR L. (2002): Rovarvilág (Insektenwelt). — Budapest, Várkonyi és Fia 2002: 1-48. Budapest.
- HORVÁTH C.S., BOGNÁRS., MARTINOVICHV., MÓCZÁRL. & G. SZÉL (2003): A rovarok kutatói – magyar entomológusok. Szerk. MÓCZÁR L.– FOK Verlag Kabdebo. GY., CD szöveg és 860 színes fotó. Budapest.
- MÓCZÁR L. et al. (2003): The world of Insects. Rovarvilág. CD-ROM. — Redakteur L. Móczár, Fok: Gy. Kabdebo, Budapest.
- MÓCZÁR L. (2005): A társas élet kialakulása a darazsaktól a háziméhekig (Von Wespen bis Honigbienen). — In: STIRLINGJ., Szent István Tud. Akad. Apost. (im Druck). Budapest.
- MÓCZÁR L. (2006): Móczár Miklós. — Tudós tanárok – tanár tudósok 2006: 1-96. Budapest.
- SIPOSB.B. & L. MÓCZÁR (2007): Nevezet hártyásszárnyúak (Hymenoptera) Foktő környékéről. — Natura somogyens 10: 291-207. Kaposvár.
- SIPOSB.B. & L. MÓCZÁR (2007): — In: STIRLINGJ., Nevezetesebb Hártyásszárnyúak (Hymenoptera) Foktő környékéről. Natura Somogy 10: 201-207. Kaposvár.
- MÓCZÁR L. (2007): 300 éve született Carl von Linné (1707-1778). Carl von Linné was born 300 years ago. — Állatt. Közl. 92: 3-9. Budapest.[27]